# Xanthomelanodes gracilentus
Xanthomelanodes gracilentus là một loài ruồi trong họ Tachinidae.